# Benabdelmalek Ramdane
Dans ce nom, le nom de famille précède le nom personnel.
Ramdane Benabdelmalek ou Benabdelmalek Ramdane, ave le nom de guerre Si Abdallah, né en mars 1928 à Constantine, et mort en chahid le 4 novembre 1954 à Ouillis, est un combattant indépendantiste de la guerre d'Algérie.
Il est considéré comme le premier martyr de la guerre d'Algérie.

## Biographie

### Enfance
Depuis 1934, Benabdelmalek Ramdane a étudié à l'école primaire française (Argo) de Constantine, ensuite, il a étudié à l’association Es-salam où il a appris la langue arabe. Ramdane poursuit ses études jusqu'à la fin du collège puis les abandonne en raison des conditions économiques difficiles.

### Engagement politique et militant
Benabdelmalek Ramdane entre très tôt en politique, où il rejoint les rangs du parti du peuple algérien en 1942, d'amis du manifeste et de la liberté en 1944, puis du mouvement pour le triomphe des libertés démocratiques en 1946. En 1947, lorsque l'organisation spéciale (O.S) a été fondée, il a été l'un des premiers jeunes à répondre à son appel.
Il se rend en France en 1948-1949 puis revient en Algérie en 1951.
En 1952, il a été arrêté deux fois et envoyé en prison, mais les deux fois, il a réussi à s'évader, l'un de la prison de Souk Ahras, et le second d'Aïn Bouziane, il s'installe ensuite dans la région de Mostaganem, où il a travaillé à la préparation de la lutte armée en organisant des réunions avec les militants, en planifiant des opérations et en collectant des armes. 
Ramdane était l'adjoint de Larbi Ben M'hidi à Oranie, et membre du groupe historique des 22 (1954).
Après le déclenchement de la révolution le 1er novembre 1954, il a mené sept opérations fidaies, dont l'attaque contre le quartier général de la gendarmerie à Sidi Ali, en plus de certaines opérations dans la région de Ouillis.

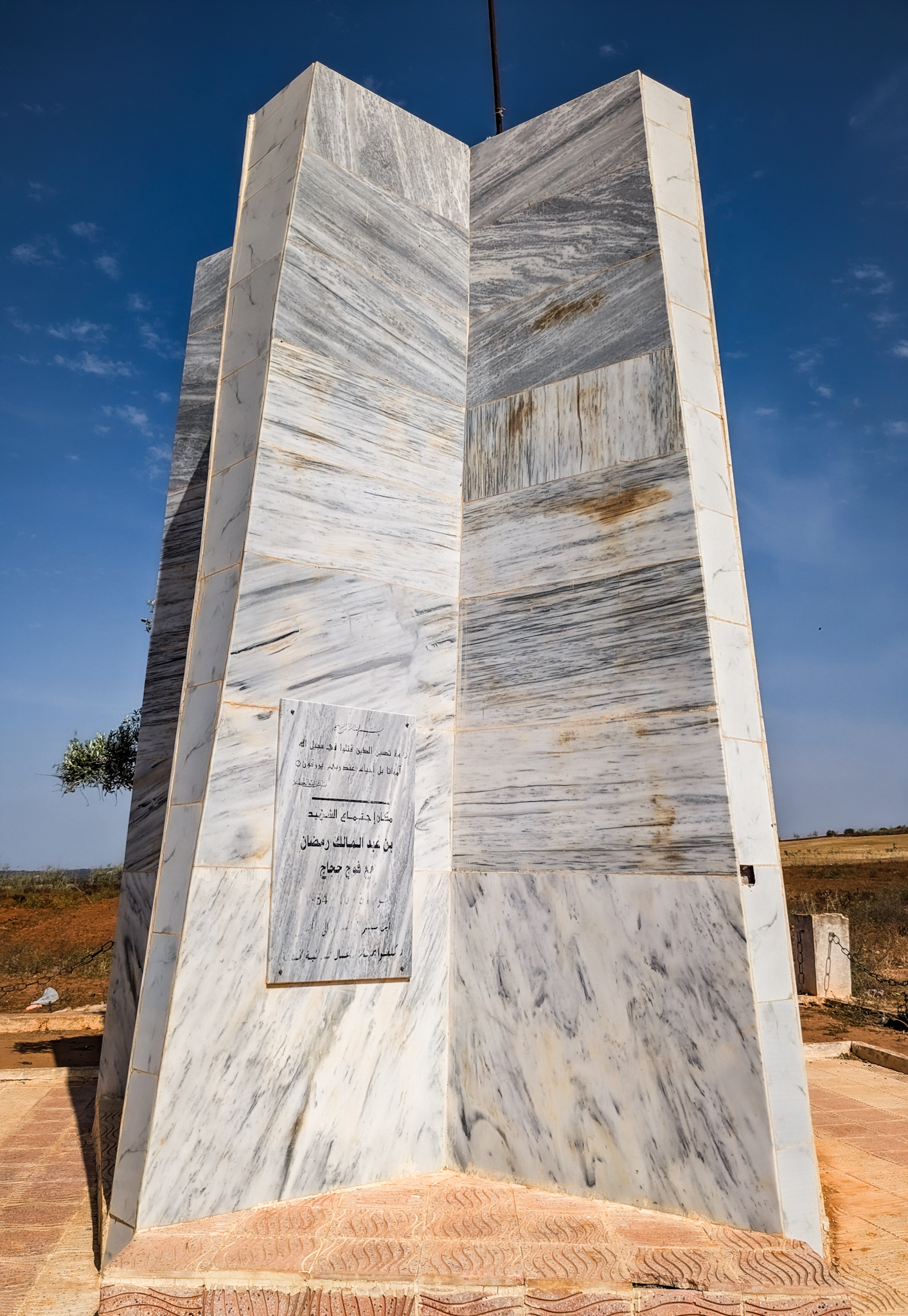
Monument à l'endroit où le martyr Ramdane Benabdelmalek a rencontré le groupe de Hadjadj le 31/10/1954

### Sa mort

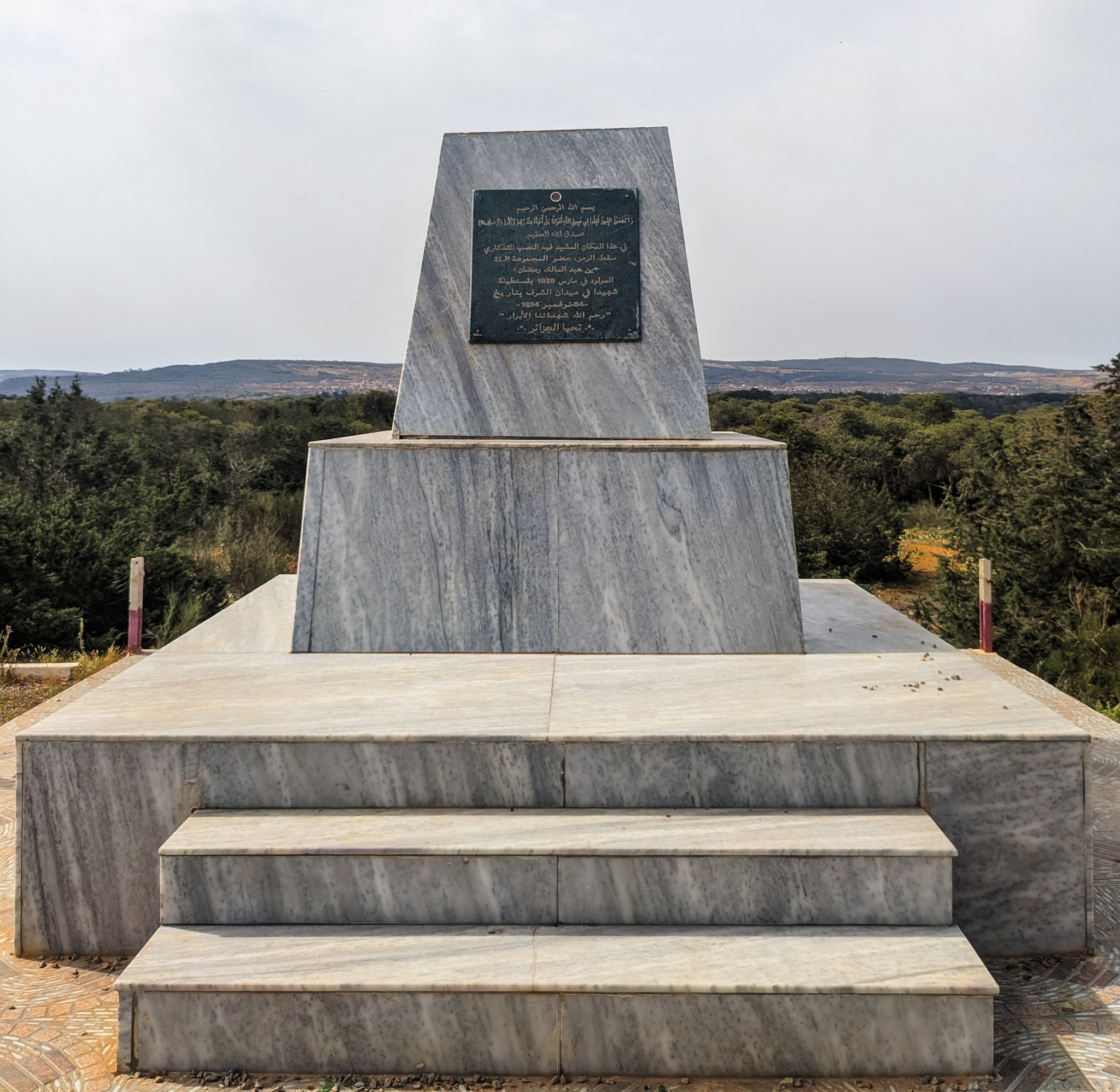
Monument au martyre de Ben Abdelmalek Ramadan

Après avoir effectué les premières opérations, Benabdelmalek Ramdane est mort en chahid, dans un accrochage violent lors d'une embuscade dans la forêt de Bourahma (région de Ouillis) le 4 novembre 1954.

## Hommages
En Algérie, des installations portent son nom, dont le stade Ben Abdelmalek Ramdane de sa ville natale, la commune d'Abdelmalek Ramdane (Wilaya de Mostaganem) dans laquelle il est tombé en martyr, l'espace chahid Benabdelmalek Ramdane au musée du moudjahid de Mostaganem, en plus de la place Benabdelmalek Ramdane à Oran.